# Кардиелуш
Кардиелуш (порт. Cardielos)  —  район (фрегезия) в Португалии,  входит в округ Виана-ду-Каштелу. Является составной частью муниципалитета  Виана-ду-Каштелу. По старому административному делению входил в провинцию Минью. Входит в экономико-статистический  субрегион Минью-Лима, который входит в Северный регион. Население составляет 1279 человек на 2001 год. Занимает площадь 3,88 км².
Покровителем района считается Иаков Зеведеев (порт. São Tiago). 